# واشبورن (مین)
واشبورن(به انگلیسی: Washburn) شهری در ایالت مین کشور ایالات متحده آمریکا است که جمعیت آن در سرشماری سال ۲۰۱۰ میلادی، ۹۹۷ نفر بوده‌است.